# Aedes maxgermaini
Aedes maxgermaini är en tvåvingeart som beskrevs av Huang 1991. Aedes maxgermaini ingår i släktet Aedes och familjen stickmyggor. Inga underarter finns listade i Catalogue of Life.